# 15068 Wiegert
15068 Wiegert (1999 AJ20) là một tiểu hành tinh nằm phía ngoài của vành đai chính được phát hiện ngày 13 tháng 1 năm 1999 bởi Spacewatch ở Kitt Peak.